# Zaliśce (rejon kowelski)
Zaliśce (ukr. Залісці, Zalisci) – wieś na Ukrainie, w obwodzie wołyńskim, w rejonie kowelskim. W 2001 roku liczyła 65 mieszkańców.
Do 2020 w rejonie turzyskim.